# Sabrina Mockenhaupt
Sabrina Mockenhaupt (Alemania, 6 de diciembre de 1980) es una atleta alemana especializada en la prueba de 3000 m, en la que consiguió ser medallista de bronce europea en pista cubierta en 2005.

## Carrera deportiva
En el Campeonato Europeo de Atletismo en Pista Cubierta de 2005 ganó la medalla de bronce en los 3000 metros, con un tiempo de 8:47.76 segundos, tras la polaca Lidia Chojecka y la austriaca Susanne Pumper (plata).